# Koto Tuo Barat
Koto Tuo Barat is een bestuurslaag in het regentschap Kampar van de provincie Riau, Indonesië. Koto Tuo Barat telt 967 inwoners (volkstelling 2010).